# Max Levchin
Maksymilian Rafailovych « Max » Levchin (en ukrainien : Максиміліан Рафаїлович Левчин), né le 11 juillet 1975 à Kyïv (RSS d'Ukraine), est un informaticien et entrepreneur américain. Il est connu comme l'un des fondateurs de PayPal. 

## Biographie
Né à Kiev, en république socialiste soviétique d'Ukraine dans une famille juive ukrainienne, Levchin part aux États-Unis et s'installe à Chicago en 1991,,. Dans une entrevue avec Emily Chang de Bloomberg, Levchin aborde les épreuves qu'il a surmontées quand il était enfant. Il a des problèmes respiratoires et les médecins doutent de ses chances de survie. Avec l'aide de sa grand-mère et de ses parents, il se sert de sa clarinette pour augmenter ses capacités pulmonaires. 
Il a fréquenté comme établissement d'enseignement secondaire le Mather High School, puis l'université de l'Illinois à Urbana-Champaign, où il obtient un bachelor en informatique en 1997. En 1998, peu de temps après l'obtention de son diplôme universitaire, il co-fonde (avec Peter Thiel) la société qui deviendra PayPal.